# Mark Verstraete
Mark Verstraete (Mortsel, 4 augustus 1948) is een Vlaamse acteur. Hij is vooral bekend als Jef Liefooghe uit De Kotmadam, een rol die hij vijfentwintig seizoenen lang, van 1991 tot 2024, vertolkte.

## Filmografie

### Televisie
- Boomer - nonkel Marcel (2023)
- Onder vuur - Hendrik (2023)
- De Bende van Jan de Lichte - IJzeren Simon (2020)
- De Dag - Pol (2018)
- Callboys (2016)
- Chaussée d'Amour - Jean Beckers (2016)
- Den elfde van den elfde - Walter (2016)
- Vossenstreken - Jos Nijs (2015)
- De zonen van Van As - Fernand (2014)
- Aspe - Frank Mariman (2011)
- MONSTER! - tijdreiziger uit de toekomst (2011)
- Duts (2010)
- Mega Mindy - Big Chief (2010)
- Vermist II - Avi Rapkin (2010)
- Witse - Roel Haegemans (2010)
- F.C. De Kampioenen - Wolfgang (2010)
- Code 37 - archivaris (2009, 2011: film)
- Zone Stad - Hugo Bertels (2008)
- 2 Straten verder (2002-2009)
- Dagen, maanden, jaren - eerste hulpcipier (1996)
- Binnen zonder bellen - Lastige Louis (1996)
- De grijze man (1991)
- Alfa Papa Tango - pyromaan (1991)
- De bossen van Vlaanderen - Omer (1991)
- De Kotmadam - Jef Liefooghe (1991-2013, 2016, 2018-2019, 2022-2024)
- Mama mijn papa (1990)
- Oei! (1989)
- Langs de Kade (1989)
- De zoete smaak van goudlikeur - drogist (1988)
- Adriaen Brouwer (1986)
- Starkadd - Ingel (1985)
- Het leven een bries (1984)
- De Nand funktie (1983)

### Film
- Hotel Poseidon - groene man (2021)
- Urbanus: De vuilnisheld - Meester Kweepeer (2019: stem)
- Helden Boven Alles - Ludo (2017)
- Everybody Happy - Bozo Twee (2016)
- Los Flamencos - Pedro Fleminckx (2013)
- Dreamland - vader (2013)
- Turquaze - Guido Peters (2010)
- Dirty Mind - Mr. Depuydt (2009)
- Linkeroever - archivaris (2008)
- Koning van de Wereld - sportarts (2007)
- Gender (2004)
- Love Machine (2003)
- She Wil Be Mine (1998)
- Boys (1991) - Maître d'Hôtel
- Bunker (1991)
- Zondag (1991)
- Boerenpsalm (1989)
- Gaston en Leo in Hong Kong (1988) - Duitse douanier
- Mascara (1987) - politieagent
- Congo Express (1986) - Nep Jean
- Springen - Pieter Paul 'Pipo' Himmelsorge (1985)

### Toneel
- De tovenaar van Oz (1998) - Professor Marvel / Tovenaar van Oz
- Gregoria (tekst: Maurice Gilliams; productie: KVS - 2011)
- De Verwondering (2014)
- Dit zijn de namen (2016)
- Odysseus. Een zwerver komt thuis (2017)
- Hamlet Hamletsson (2023)